# Диполд IV фон Фобург
Диполд IV фон Фобург (на немски: Diepold IV von Vohburg; * ок. 1110, Фобург; † ок. 1128/1130) от род Диполдинги-Рапотони, е маркграф на Фобург-Хам.

## Произход
Той е син на маркграф Диполд III фон Фобург († 1146) и неговата първа съпруга Аделайда от Полша († 1127), дъщеря на княз Владислав I Херман (или на втората му съпругата Кунигунда фон Байхлинген († 8 юни 1140), дъщеря на граф Куно фон Байхлинген и Кунигунда фон Ваймар. По-голям брат е на Адела († сл. 1187), която се омъжва през 1147 г. за Фридрих I Барбароса и се развежда през март 1153 г.

## Фамилия
Диполд IV се жени ок. 1128 г. за Матилда Баварска († 16 февруари или 16 март 1183), третата дъщеря на баварския херцог Хайнрих IX Черния (Велфи) и съпругата му Вулфхилда Саксонска. Тя е сестра на Юдит, майката на император Фридрих Барбароса. Te имат две деца:
- Диполд V († 13 ноември 1158), маркграф на Фобург и Хам
- Юта фон Фобург, омъжена за граф Гебхардт II фон Лойхтенберг (1146 – 1168)

Матилда Баварска се омъжва втори път 1129 г. за граф Гебхард III фон Зулцбах († 1188).